# タミラカム
タミラカムまたは古代タミル国は、紀元前3世紀から西暦4世紀までのサンガム時代に存在した南インドの王国である。現在のインドのタミル・ナードゥ州、ケーララ州、そしてアーンドラ・プラデーシュ州とカルナータカ州の南側を領地としていた。

## 語源
タミラカムは、タミルとアハムという二つのタミル語を組み合わせたかばん語である。大まかに翻訳すると「タミル人の母国」という意味である。インド文学者で言語学者のKamil Zvelebil教授によると、この用語はインド亜大陸でタミル人の領土を指す時に使用された最古の用語であるとしている。『エリュトゥラー海案内記』では Damirica と記載されている。